# Aphytis holoxanthus
Aphytis holoxanthus är en stekelart som beskrevs av Debach 1960. Aphytis holoxanthus ingår i släktet Aphytis och familjen växtlussteklar.
Artens utbredningsområde är:
- Kuba.
- Cypern.
- Dominikanska republiken.
- El Salvador.
- Libanon.
- Israel.
- Peru.
- Taiwan.

Inga underarter finns listade i Catalogue of Life.